# Bad Gyal
Bad Gyal, de son vrai nom Alba Farelo Solé, est une chanteuse et rappeuse espagnole née le 7 mars 1997 à Vilassar de Mar en Catalogne (Espagne).
Connue pour son utilisation d'Auto-Tune, Bad Gyal est remarquée en 2016 avec une interprétation de "Work" de Rihanna en langue catalane. Artiste indépendante, elle publie deux mixtapes[Quoi ?] : Slow Wine (2016) et Worldwide Angel (2018) qui l'imposent dans la scène urbaine espagnole et la font connaître en Europe, au Mexique et aux États-Unis.
Bad Gyal signe chez Interscope Records et Aftercluv en 2019 et publie plusieurs singles à succès comme "Santa Maria", "Zorra" et "Alocao". En 2021, elle sort son premier EP Warm Up en tant qu'artiste sous label. La même année, elle publie son deuxième EP System: The Final Releases. Son premier album La Joia parait en 2024.

## Biographie
Alba Farelo Solé est née le 7 mars 1997 à Vilassar de Mar en Catalogne. Ainée d'une fratrie de cinq enfants, elle est la fille de l'acteur espagnol Eduard Farelo. Sa plus jeune soeur, Irma connue sous le nom de scène Mushkaa, est également chanteuse.
À 18 ans, Farelo entre à l'Université de Barcelone pour commencer des études de mode. Parallèlement à ses études, elle travaille dans un centre d'appel téléphonique et ressent une passion pour la musique. Bad Gyal est apparue dans le clip "Te Invito A Soñar" de la chanteuse Ayesha Chanel. En raison de l'impossibilité de payer un studio d'enregistrement et un producteur, Farelo enregistre des morceaux chez elle. Encore étudiante, elle publie "Pai", une adaptation en catalan du tube mondial "Work" de Rihanna et Drake. Par la suite, Bad Gyal se concentre entièrement sur sa carrière artistique et abandonne ses études.
Elle choisit le pseudonyme de Bad Gyal, car elle l'entendait souvent dans les musiques de dancehall, genre musical dont elle s'inspire.

## Carrière

### 2016-2018:Slow Wine MixtapeetWorldwide Angel
Après que "Pai" ait gagné en popularité sur YouTube avec plusieurs millions de vues, et ait été repris par une radio locale, Bad Gyal enregistre Slow Wine Mixtape, aux côtés du producteur Pablo Martínez. La mixtape sort le 9 novembre 2016. Bad Gyal connaît son premier grand succès international grâce à son premier single "Fiebre". Le succès et les critiques élogieuses de la mixtape ont conduit l'artiste à se produire dans plusieurs villes à travers l'Europe, comme Prague, Copenhague, Zurich, Rome ou encore Londres. Fin 2017, elle a également effectué une tournée au Mexique et aux États-Unis.
En février 2018, elle publie sa deuxième mixtape, Worldwide Angel, acclamée par la critique[réf. souhaitée]. Le projet est distribué par Canada Editorial. La mixtape est produite par Jam City, Dubbel Dutch, Florentino et El Guincho, et contient de nombreux singles dont "Blink", "Candela" et "Internationally". Pour promouvoir l'album, elle participe à des festivals internationaux tels que SXSW et Lollapalooza et effectue une nouvelle tournée aux États-Unis. En novembre 2018, elle entame sa première tournée asiatique avec des dates à Séoul, Hong Kong, Shanghai et Tokyo.

### 2019-2021: Succès commerciaux etWarm Up
En avril 2019, Bad Gyal signe un contrat avec Interscope Records et Aftercluv Dance Lab. La même année, elle sort "Santa María", avec Busy Signal, devenue sa première chanson à se classer dans les charts en Espagne. En octobre 2019, elle collabore avec Omar Montes sur "Alocao", qui atteint la première place dans les classements espagnols pendant plusieurs semaines. Ce titre est certifié cinq fois platine. Deux mois plus tard, elle sort "Zorra", qui atteint la deuxième place en Espagne. Un remix avec Rauw Alejandro sort en février 2021.
En 2020, Bad Gyal figure sur "Tú eres un bom bom" de Kafu Banton, plus tard remixé en collaboration avec Guaynaa. Elle sort également "Aprendiendo el Sexo", accompagné d'un clip tourné dans l'Hôtel W de Barcelone. En novembre 2020, elle publie "Blin Blin" qui connaît un succès commercial. Le morceau devient viral en Espagne et est largement diffusé sur le réseau social TikTok.
Alba Farelo sort son premier EP Warm Up le 19 mars 2021. L'EP compte un total de huit chansons avec quatre collaborations (Rauw Alejandro, Khea, Rema et Juanka). À la suite du succès de ce projet musical, Bad Gyal fait ses débuts dans la mode en lançant une collection de vêtements en collaboration avec la chaîne de vêtements Bershka, le 14 mai 2021. La campagne publicitaire de la ligne de vêtements est accompagnée de la chanson "Iconic" présente dans Warm Up. La même année, elle sort un EP intitulé Sound System: The Final Releases et composé de trois chansons qu'elle avait chantées sur scène sans les avoir sorties sur les plateformes musicales.

### 2022-2023: Collaborations et préparation deLa Joia
Le 18 mars 2022, Bad Gyal publie "Flow 2000 (Remix)" avec le chanteur Beny Jr. Le 21 mars, elle collabore avec la marque de rhum Havana Club et présente une nouvelle bouteille en édition limitée, mise en vente quelques jours plus tard. En mai, elle annonce la sortie d'une nouvelle chanson "La Prendo", produite pas Leo RD. Le clip est la première partie d'une série de vidéos.
Avant la sortie de La Joia, elle sort plusieurs singles : "Sexy" le 15 juillet 2022, "Sin Carné" le 6 octobre, "Real G" le 2 décembre, "Chulo" le 10 février 2023.
Le 24 février 2023 est sorti l'album de Karol G intitulé Mañana Sera Bonito, qui comprend la chanson "KÁRMIKA", avec Bad Gyal et Sean Paul.
Poursuivant la promotion de son futur album La Joia, le 22 juin, Bad Gyal sort le remix de sa chanson "Chulo" intitulé "Chulo Pt. 2", en collaboration avec Tokischa et Young Miko. Cette chanson est restée dans les charts musicaux de plusieurs pays d'Amérique latine, sur les Hot Latin Songs et sur le Billboard Global 200 pendant plusieurs semaines, en plus d'être certifiée six fois disque de platine aux États-Unis par le Recording Industry Association of America et disque d’or au Mexique par AMPROFON. Le 7 juillet, elle publie "Mi Lova" avec Myke Towers.
Le 14 novembre, la chanteuse argentine Nicki Nicole annonce sur Instagram la collaboration "Enamórate" avec Bad Gyal.
Le 23 novembre, Bad Gyal dévoile le premier teaser officiel de son premier album La Joia, annoncé pour janvier 2024. Parallèlement, elle publie les prochaines dates de sa tournée en Espagne au cours de l'année 2024, prévues notamment dans des stades tels que le Palau Sant Jordi et le WiZink Center.
Lors d'une interview réalisée le 6 décembre à Los 40 Argentina, l'artiste annonce que sa chanson intitulée "Give Me", déjà présentée en avant-première lors de concerts, sortirait avant l'album.
Pour conclure l'année, le 13 décembre, la chanteuse a annoncé la tracklist de l'album via son compte Instagram. Celui-ci comprendrait un certain nombre de 15 chansons, parmi lesquelles des projets déjà sortis.

### 2024:La Joia
Le 12 janvier 2024, Bad Gyal dévoile le dernier single de La Joia, avant la sortie officielle de l'album. Il s'agit de "Bota Niña, une collaboration avec la chanteuse brésilienne Anitta. Plus tard, le 22 mars, les deux artistes collaborent une nouvelle fois et sortent le titre "Double Team" avec le chanteur portoricain Brray.
Finalement, La Joia sort le 26 janvier 2024 sur les plateformes numériques, accompagné d'un clip pour la chanson "Perdió Este Culo", mettant en vedette l'acteur Martiño Rivas. Cette chanson est remixée le 24 mai, avec Ivy Queen.
Bad Gyal consacre la première moitié de l'année 2024 à sa tournée La Joia : 24 Karats Tour, ayant des dates aux États-Unis, en Amérique latine et en Europe. Le 4 mai 2024, elle se produit à Paris à la Salle Pleyel.
Le 23 octobre, elle présente son documentaire "La Joia: Bad Gyal" au festival In-Edit de Barcelone dans lequel elle évoque sa vie d'artiste des deux dernières années. Le film est disponible les jours suivants dans des cinémas d'Espagne et d'Andorre puis sur Prime Video.
Le 6 décembre, le rappeur français Jul sort son album Inarrêtable qui contient "Maille", un morceau en collaboration avec Bad Gyal.

## Discographie

### Album
- 2024: La Joia

### EP
- 2021: Warm up
- 2021: Sound System: The Final Releases

### Mixtapes
- 2016: Slow Wine Mixtape
- 2018: Worldwide Angel

## Récompenses
| Année | Cérémonie                 | Travail récompensé                        | Catégorie                                         | Ref.   |
| ----- | ------------------------- | ----------------------------------------- | ------------------------------------------------- | ------ |
| 2020  | Latin Music Italian Award | "Alocao" feat. Omar Montes                | Meilleure chanson euro-latine                     | [ 43 ] |
| 2021  | Prix ARC                  | "Bad Gyal Soundsystem"                    | Meilleure tournée d'artiste                       | [ 44 ] |
| 2022  | MTV Europe Music Awards   | Elle-même                                 | Meilleure artiste espagnole                       | [ 45 ] |
| 2023  | Prix La Vanguardia        | Elle-même                                 | Nouveau talent international                      | [ 46 ] |
| 2024  | LOS40 Music Awards        | "Mi Lova" feat. Myke Towers               | Meilleure collaboration de musique urbaine latine | [ 47 ] |
| 2024  | LOS40 Music Awards        | Elle-même                                 | Meilleure artiste urbaine espagnole               | [ 47 ] |
| 2024  | Prix GQ Espagne           | Elle-même                                 | Femme de l'année                                  | [ 48 ] |
| 2025  | Lo Nuestro                | "Chulo Pt. 2" feat. Tokischa & Young Miko | Meilleure musique européenne de pop urbaine       | [ 49 ] |